# 前气门亚目

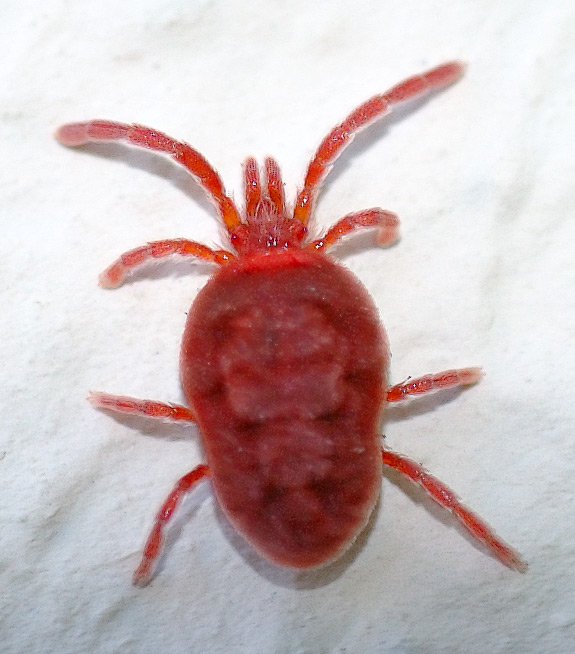
Trombidium holosericeum (family Trombidiidae)

前气门亚目（Prostigmata）是蛛形綱蜱蟎亞綱蟎形總目恙蟎目之下四個亞目當中最大的一個分支，下領四個下目、40個總科。
本亞目包括以吸啜汁液為主的蜱，有不少物種皆為植物上知名的有害寄生蟲，例如：Acalitus essigi、Steneotarsonemus pallidus、二斑叶螨（Tetranychus urticae）等。這些物種有不少會使人類得到皮膚炎。
此外還有不少寄生在脊椎動物身上（如：蠕形螨 Demodex），又或寄生在無脊椎動物身上（如：Polydiscia deuterosminthurus）。在海洋生活的Halacaridae科亦是本亞目的成員。

## 分類
前氣門亞目包括下列四個下目：
- 携卵螨总股 Labidostommatides
- 真足螨总股 Eupodides
- 大赤螨下目 Anystina van der Hammen, 1972：有22個總科，可分成兩個小目。
- Eleutherengona Oudemans, 1909 (12个总科)
  - 缝颚螨股 Raphignathina Kethley, 1982 (5 个总科)
    - 肉食蟎總科（Cheyletoidea Leach, 1815）：有五個科，包括肉食螨科及蠕形蟎科；
    - Superfamily Myobioidea Mégnin, 1877：只有一個科；
    - 蜴螨总科 Pterygosomatoidea Oudemans, 1910：只有一個科；
    - 缝颚螨总科 Raphignathoidea Kramer, 1877：有11個科；
    - 葉蟎總科（Tetranychoidea Donnadieu, 1875：5個科，包括葉蟎科

  - 異氣門小目（Heterostigmata Berlese, 1899）：有7個總科；
    - 长头螨总科 Dolichocyboidea Mahunka, 1970
    - 异肉食螨总科 Heterocheyloidea Trägårdh, 1950